# Autorretrato pintando Maria Antonieta
Autorretrato Pintando Maria Antonieta é uma pintura a óleo sobre tela de Élisabeth Vigée Le Brun de 1790. A pintura mostra Le Brun em um manto de seda preta com uma faixa vermelha, parando no meio de uma pincelada diante de uma imagem delineada, combinando elegância rococó com clareza neoclássica. Faz parte da Coleção de autorretratos da Galeria Uffizi, em Florença. Le Brun pintou a obra em Roma após fugir da França para escapar da Revolução Francesa em 1789. Ela concebeu a obra como uma demonstração de seu apoio à rainha francesa Maria Antonieta. Ela pretendia doar a obra ao Grão-Duque da Toscana para a galeria que ele mantinha de autorretratos de artistas.

## Comissão
Após fugir de Paris, Le Brun chegou à Itália em novembro de 1789. Visitou a Galeria Uffizi e ficou fascinada pela coleção de autorretratos criada pelo Príncipe Leopoldo de Médici. Em particular, inspirou-se em um autorretrato de Angelica Kauffman, cujo talento admirava profundamente. Le Brun também se identificava com Kauffman, pois ambas eram jovens prodígios bem-sucedidas e se casaram com libertinos que as arruinaram financeiramente.
As autoridades da Uffizi convidaram Le Brun a adicionar seu próprio autorretrato à coleção. A honra e o sentimento de inferioridade que ela experimentou como resultado desse convite são evidentes por meio da admissão de sua "erudição limitada" em comparação aos atuais titulares da coleção de retratos. Ela começou seu trabalho em dezembro de 1789 em um apartamento no Palazzo Mancini, em Roma, que era a sede da Academia da França em Roma. Ela disse: “Imediatamente após minha chegada a Roma, fiz meu retrato para a galeria de Florença. Pintei a mim mesma com uma paleta na mão, em frente a uma tela na qual estou desenhando a rainha em giz branco.” O trabalho levou dois meses e meio para ser concluído.
Em abril de 1790, Le Brun foi a Nápoles, provavelmente levando consigo seu autorretrato. Em 1791, Lord Bristol pediu-lhe que criasse uma réplica do autorretrato, mas retratando Júlie, filha de Le Brun, em vez de Maria Antonieta.
Após retornar a Roma, ela enviou seu autorretrato para o Uffizi, em Florença. A pintura foi recebida com entusiasmo, e Le Brun recebeu elogios da Academia de San Luca, em Roma. Em abril de 1792, Le Brun decidiu visitar seu trabalho no Uffizi, mas ficou desapontada com a altura em que a pintura estava pendurada e com a proximidade das obras ao redor.

## Descrição

### Conteúdo
Vigée Le Brun apresenta-se com o mesmo sorriso caloroso e envolvente que distinguiu seus autorretratos anteriores, como o seu Autorretrato com Julie (Ternura Materna). Ela olha para o observador e está vestida com um elegante robe de seda preta. Isso reflete seu status elevado, ainda mais acentuado por uma faixa vermelha vibrante em sua cintura. Sobre seus cachos castanhos, repousa um tecido branco semelhante a um turbante, evocando os toucados frequentemente vistos nos autorretratos de Rembrandt.